# Katia Wagner
Katia Manon Isabel Birgersson Wagner, född 31 augusti 1966 i Tyskland, är en svensk journalist och författare.
Katia Wagner föddes i München och adopterades av svenska föräldrar. Hon har publicerat fem böcker och har särskilt fördjupat sig i ämnen som människohandel, sexualbrott, hedersvåld, migration, radikalisering och unga på flykt. Efter många år som reporter på Sydsvenskan är Katia Wagner verksam i egen regi sedan 2012, med fokus på berättande och granskande journalistik i bokform, tidningsreportage och radio, samt som föreläsare. Under 2014 jobbade hon som producent och programledare för essäprogrammet Obs i P1. Fyra gånger har hon varit nominerad till priset Guldspaden för bästa undersökande journalistik i bokform och tidningsreportage, och tilldelades priset för radiodokumentären "Att ta ett barn" tillsammans Milan Djelevic. Hon har belönats med Röda korsets journalistpris och Wendelapriset. Flera av hennes texter har återutgivits av Storytel Dox.

## Antologibidrag
- 2002, 2003, 2004, 2005 - Goda Nyheter: En antologi med bra svensk journalistik (Bokförlaget Atlas)
- 2014 - Rasismen i Sverige, nyckeltexter 2010-2014 (Natur & Kultur)